# إن بلووم
"إن بلووم" (بالإنجليزية: "In Bloom")‏ هي أغنية لفرقة الروك الأمريكية نيرفانا. قام بكتابتها كيرت كوبين.